# Manoir de la Boissière
Le manoir de la Boissière, est une maison de notable dans la commune d'Athée-sur-Cher, dans le département français d'Indre-et-Loire.
Les façades et les toitures de ce manoir du XVIe siècle sont inscrites comme monument historique en 1960. en outre, son parc recèle des vestiges d'un aqueduc alimentant Tours à l'époque gallo-romaine.

## Localisation
Le manoir de la Boissière est construit dans la partie nord du territoire de la commune d'Athée-sur-Cher, à une altitude de 60 m sur le flanc du coteau de la rive gauche du Cher qui coule dix mètres plus bas, et au débouché d'un vallon encaissé ouvert sur la rivière.

## Histoire
Le corps de logis du manoir date sans doute de la fin du XVe siècle mais ses fenêtres sont agrandies au XVIIe siècle. De 1520 jusqu'à 1669 au moins, la Boissière appartient à la famille Binet, dont trois membres sont maires de Tours en 1524, 1543 et 1600 — les mandats de maire sont alors annuels.
Après la Révolution française, la Boissière est une ferme mais le corps de logis n'est pas habité ; les exploitants occupent les communs disparus depuis. Au XIXe siècle et pour quelques années, la manoir est la propriété de l'historien Jacques-Xavier Carré de Busserolle.
En 1937 Dominique Dunois publie son roman Leurs deux visages, dont l'action se déroule à la Boissière. À l'extrémité occidentale du corps de logis, une aile en retour d'équerre vers le sud est construite après la Seconde Guerre mondiale. Les façades et les toitures du corps de logis principal sont inscrites comme monument historique par arrêté du 8 février 1960.

## Description
Le manoir se compose d'un corps de logis principal, orienté parallèlement au cours du Cher, et d'une aile en retour d'équerre vers le sud. Les communs ont disparu et les douves ont été comblées.
La salle principale du corps de logis comporte une cheminée portant les dates 1643 et 1652. Le comble de ce corps de logis, reposant sur deux pignons décorés de fleurons est éclairé au nord comme au sud par deux lucarnes encadrant un oculus. Il est pourvu, à son angle nord-ouest, d'une tourelle d'escalier hexagonale coiffée d'une pyramide et éclairée par des meurtrières,.
Dans le parc du château, dans l'axe du logis principal, se trouvent des vestiges de l'aqueduc de Fontenay, qui servait à alimenter Caesarodunum (Tours) en eau potable à l'époque gallo-romaine. Ces vestiges sont classés comme monument historique par arrêté du 7 février 1966.

## Pour en savoir plus